# Gobernación de Ambar
Ambar o Anbar (الأنبار en árabe) es una de las dieciocho gobernaciones que conforman la república de Irak. Su capital es Ramadi. Ubicada al oeste del país, limita al noreste con Siria, al norte con Nínive, al este con Bagdad, Babilonia y Kerbala, al sureste con Nayaf, al suroeste con Arabia Saudita y al oeste con Jordania. Con 138 501 km² es la gobernación más extensa y con 11 hab/km², la menos densamente poblada.
Ambar constituye una gran parte del llamado triángulo suní, y gran parte de ella está bañada por el río Éufrates. La región está servida por el aeropuerto internacional de Saddam.

## Ciudades
- Abu Ghurayb
- Akashat
- Al Qaim, a unos 450 kilómetros al oeste de Bagdad.
- Al Yazira, en las afueras de la ciudad de Al Qaim
- An Nukhayb
- Ramadi
- Ar Rutba
- Habbaniyah
- Arab Husain
- As Salmaniyat
- Haditha
- Hatim
- Hit
- Khais
- Faluya
- Rummana, en las afueras de la ciudad de Al Qaim
- Shayk abd al Jabbar